# Yellowcard (альбом)
Yellowcard — десятый и последний студийный альбом американской группы Yellowcard, который был выпущен 30 сентября 2016 года.

## История альбома
Работа над альбомом началась 24 февраля 2016 года после возвращения группы на Hopeless Records. Значительная часть записи проводилась в студии The Lone Tree Recordings, которая была создана Райаном Ки с помощью краудфандинга. 7 июня было анонсировано название альбома, дата его выхода, список треков, а также обложка.
24 июня группа объявила, что данный альбом станет последним для неё и что после тура в его поддержку она завершит свою деятельность. Вместе с этим была выпущена песня «Rest In Peace», а также клип на неё, содержащий присланные фанатами фотографии, связанные с Yellowcard.
17 августа вышел второй сингл с альбома «The Hurt Is Gone» вместе с клипом на него.
12 апреля вышел третий и последний в альбоме и карьере группы сингл «A Place We Set Afire» и клип на него.

## Об альбоме
Альбом задумывался как последний для группы, по словам Райана Ки, он хотел найти десять различных способов попрощаться с этой главой их жизни. В альбоме есть две песни написанные ранее: «Empty Street» была написана в 2009 году Райаном Ки и бывшим басистом группы Шоном О’Доннеллом для их проекта Big If, «I’m a Wrecking Ball» — в 2008 году Райаном Ки, гитаристом Райаном Мендезом и Дэном Маклинтоком.

## Список композиций
Все тексты написаны Райаном Ки («Empty Street» совместно с Шоном О’Доннеллом, «I’m a Wrecking Ball» совместно с Дэном Маклинтоком), вся музыка написана группой Yellowcard.
| №                   | Название               | Длительность |
| ------------------- | ---------------------- | ------------ |
| 1.                  | «Rest in Peace»        | 4:18         |
| 2.                  | «What Appears»         | 3:50         |
| 3.                  | «Got Yours»            | 3:20         |
| 4.                  | «A Place We Set Afire» | 4:19         |
| 5.                  | «Leave a Light On»     | 4:47         |
| 6.                  | «The Hurt Is Gone»     | 6:25         |
| 7.                  | «Empty Street»         | 4:47         |
| 8.                  | «I'm a Wrecking Ball»  | 3:57         |
| 9.                  | «Savior's Robes»       | 5:12         |
| 10.                 | «Fields & Fences»      | 6:58         |
| Общая длительность: | Общая длительность:    | 47:53        |

| №   | Название                      | Длительность |
| --- | ----------------------------- | ------------ |
| 11. | «What Appears» (Acoustic)     | 3:46         |
| 12. | «The Hurt Is Gone» (Acoustic) | 3:44         |

## Участники записи
- Райан Ки — вокал, ритм-гитара, фортепиано
- Шон Маккин — скрипка, мандолина, бэк-вокал
- Райан Мендез — соло-гитара, бэк-вокал
- Джош Портмэн — бас-гитара

### Приглашённые музыканты
- Нэйт Янг — ударные
- Кристин Лайтнер — виолончель
- Родни Вирц — альт

## Позиции в чартах
| Чарт                              | Наивысшее место |
| --------------------------------- | --------------- |
| Australian Albums Chart           | 14              |
| UK Rock & Metal Albums (OCC)      | 9               |
| U.S. Billboard 200                | 28              |
| U.S. Billboard Rock Albums        | 10              |
| U.S. Billboard Alternative Albums | 5               |
| U.S. Billboard Independent Albums | 8               |
| U.S. Billboard Digital Albums     | 15              |
| U.S. Billboard Top Album Sales    | 14              |
| U.S. Billboard Vinyl Albums       | 8               |